# Kubota Tadahiko
Kubota Tadahiko (jap. 窪田 忠彦; * 27. Februar 1885 in Shiba, Stadt Tokio; † 31. Oktober 1952 in Tokio) war ein japanischer Mathematiker und Hochschullehrer.

## Leben
Kubota studierte Mathematik an der Universität Tokio, an der er im Jahre 1908 sein Studium abschloss. Danach lehrte er bis 1911 an der Ersten Hochschule Tokio und ab 1911 als Assistenzprofessor an der Universität Tōhoku in Sendai. Dort hatte er nach weiterführendem Studium in Europa und Habilitation von 1915 bis zu seiner Emeritierung im Jahre 1946 eine Professur inne. Von 1948 bis 1952 leitete er das Institut für mathematische Statistik in Tokio.
Kubota erwarb sich große Verdienste in der Ausbildung von Mathematikern und war zugleich wissenschaftsorganisatorisch tätig.

## Forschungstätigkeit
Kubotas mathematische Forschungstätigkeit erstreckte sich auf mehrere Gebiete, nicht zuletzt auf Analysis, Variationsrechnung und Kinematik. Vor allem aber forschte er auf dem Gebiet der Geometrie, wo er zahlreiche Monographien verfasste und den Ruf eines anerkannten Geometers hatte. Hier arbeitete er unter anderem über Eiflächen und -linien, über Raumkurven und verschiedene andere Themen der Differentialgeometrie.
Kubotas Name ist verbunden mit einem interessanten Lehrsatz der ebenen euklidischen Geometrie, welcher nach dem japanischen Mathematiker Fujiwara Matsusaburō und ihm benannt ist. Dieser als Satz von Fujiwara-Kubota bekannte Lehrsatz gibt eine kennzeichnende Eigenschaft des Kreises, indem er folgendes besagt:
Hat in der euklidischen  Ebene eine Eilinie {\displaystyle E} die Eigenschaft, dass sie mit einer zu ihr kongruenten Eilinie {\displaystyle E^{'}} in beliebiger Lage  stets entweder höchstens zwei Punkte gemeinsam hat oder mit {\displaystyle E^{'}} zusammenfällt, so ist  {\displaystyle E} ein Kreis.
1925 bewies er den allgemeinen n-dimensionalen Fall von Cauchy’s Oberflächenformel.